# Raikot (ciutat)
Raikot és una ciutat i municipi de l'Índia, al districte de Ludhiana, estat del Panjab (Índia). Consta al cens del 2001 amb una població de 24.738 habitants. Fou fundada pel Rai Ahmad el 1648. Rai Kalha va allotjar al guru Gobind Singh el 1705 a pesar de l'oposició d'Aurangzeb i arriscant la vida i la de la seva família. Guru sahib li va donar en recompensa l'espasa anomenada Ganga Sagar. El principat de Rajkot va existir fins al 1806 quan va quedar reduït a la ciutat i entorn, en feu de l'estat sikh de Lahore, i des de 1809 dels britànics, fins al lapse de 1854.